# Selfridge Air National Guard Base

i7
i11
i13
Die Selfridge Air National Guard Base (kurz: Selfridge ANGB, IATA-Code: MTC, ICAO-Code: KMTC) ist ein Militärflugplatz der Air National Guard nahe Mount Clemens im Bundesstaat Michigan, USA. Die Basis wird außerdem von Heer, Marine, Marine Corps, Küstenwache und Reserveeinheiten genutzt. Auf dem Gelände liegt auch das Selfridge Air Museum. 

## Geschichte
Im Jahr 1916 ließ die Packard Motor Car Company am Lake St. Clair bei Mount Clemens ein Flugfeld anlegen, um hier Flugzeugmotoren testen zu können. Es erhielt den Namen Joy Aviation Field, nach dem Präsidenten von Packard, Henry B. Joy. Nach dem Eintritt der USA in den Ersten Weltkrieg im April 1917 entschied sich die Luftwaffenabteilung der US Army, den Platz als militärisches Flugfeld zu nutzen. Es wurde ausgebaut und am 1. Juli 1917 als Selfridge Field eröffnet, benannt nach Thomas E. Selfridge, dem ersten Todesopfer der Motor-Luftfahrt. Selfridge Field wurde Heimatbasis der 1st Pursuit Group und diente dem Training von Piloten, Mechanikern und Bordschützen. 1922 fand hier das erste Luftrennen um die John Mitchell Trophy statt. Während des Zweiten Weltkriegs übten hier die Tuskegee Airmen und französische Piloten. Zu den bekannten Persönlichkeiten, die in Selfridge trainierten, gehören unter anderem Charles Lindbergh, das Fliegerass des Ersten Weltkriegs Edward Rickenbacker und der erste Stabschef der US-Luftwaffe Carl A. Spaatz. Da viele spätere Generäle hier zeitweise stationiert waren, wurde Selfridge auch als Home of Generals bekannt. 
Mit der Gründung der United States Air Force (USAF) als eigenständiger Teilstreitkraft im September 1947 erhielt Selfridge Field die neue Bezeichnung Selfridge Air Force Base und gehörte zunächst zum Strategic Air Command. Wegen seiner Lage an der Nordgrenze der USA wurde sie in den 1950er Jahren dem Air Defense Command zugeordnet. Zu den hier eingesetzten Flugzeugtypen zählten unter anderem F-84, F-101 und F-106. Im Juli 1971 übergab die USAF den Stützpunkt an die Air National Guard (ANG) von Michigan und er bekam den heutigen Namen Selfridge Air National Guard Base. Seit 1996 ist hier die Heimatbasis des 127. Geschwaders (127th Wing) der ANG mit F-16 Fighting Falcon und C-130 Hercules. Außerdem war Selfridge ANGB seit 1963 Stützpunkt des 927. Luftbetankungsgeschwaders (927th ARW) des Air Force Reserve Command mit KC-135 Stratotanker. Durch geplante Umstrukturierungen verlor die 127th Wing im September 2007 ihre C-130 und erhielt stattdessen die KC-135 der 927th ARW, die am 27. April 2008 von Selfridge zur MacDill Air Force Base, Florida, verlegt wurde. Die F-16 wurden ab 2009 Jahren durch A-10C Thunderbolt II ersetzt. Die A-10C ihrerseits soll durch F-15EX Eagle II ersetzt werden.